# Lennart Jangälv
Lennart Reimer Jangälv, född 1 februari 1954, är en svensk företagsledare.
Lennart Jangälv har en utbildningsbakgrund som maskiningenjör, officer (examen vid Kungl. Krigsskolan vid Karlbergs slott 1977. Idag PA major.) och ekonom. Han arbetade 1992–2003 på Ikea, där han bland annat var chef för och ledde utvecklingen av Ikea-gruppens restaurang- och matbutiksverksamhet. 2003–2006 var han verkställande direktör för AB Storstockholms Lokaltrafik. Där initierade han bl.a. begreppet "resenärsnytta" och arbetet med att starta SLs Trygghetscentral. Under hans ledning sänktes även behovet av skattefinansiering från 52 % till 48 %. Sedan 2007 verkar som interimschef, konsult med fokus på verksamhets- och förändringsledning, samt Public Affairs (PA).